# アンドレエフ島
アンドレエフ島は、コリマ川河口の北にあるとされていた島。存在は確認されていない。
17世紀以降、コリマ川の北には陸地が存在するという話が広まり、また、18世紀にはチュコト人に関する不穏な話も流布した。シベリア総督府は探検隊を派遣し、ヒョードル・プレニスネル（フョードル・フリスチャーノヴィチ・プレニスネル）大佐率いる探検隊が未知の陸地探索などを任された。コリマ川河口沖の島に関する情報を得てプレニスネルはステパン・アンドレエフ軍曹を派遣。アンドレエフは1763年にメドヴェジイ諸島（メドベジ諸島、メドベージ諸島）を探検し、その東端の島から東の方に陸地とも開氷面とも見えるものを見た、と報告した。再調査を命じられたアンドレエフは翌年再びメドヴェジイ諸島へ行き、4月16日にそこから氷上を北北東へ向かったという。アンドレエフによれば、一行は4月22日に島を見たが、トナカイのソリが通った後を発見したため、島には到達せず引き返した、という。その報告により、アンドレエフ島は生まれた。
1770年にイワン・レオンチョフ少尉補（准将）以下の探検隊がメドヴェジイ諸島から北東へ向かい、翌年には東へ向かったが、陸地は見つからなかった。1809年と1810年にはマトヴェイ・ゲデンシュトロムがコリマ川北方を探索。一度目は開氷面に行き当たり、2度目の時は氷上の土塊の存在や水深の浅さなどから島が存在するとゲデンシュトロムは考えたものの、また開氷面に行く手を阻まれた。結局陸地は見つからなかったが、ゲデンシュトロムは自身の地図にティキゲンランドなる陸地を描いた。続いてフェルディナント・フォン・ウランゲルが1821年から1823年にかけてアンドレエフ島を探したが、発見されなかった。その後も多くの船や飛行機が問題の海域を通過しているが、島を発見したものはない。
アンドレエフ島が実際は何であったのかについては、氷山説、崩壊して消滅したとの説（ノヴォシビルスク諸島では実際に消滅した島がある）、実はアンドレエフは北西に進みノヴァヤ・シビリ島を見たのだとする説、堆積した氷説等あるが、反論も存在する。